# Edward Hill
Edward Burlingame Hill est un compositeur américain né le 9 septembre 1872 à Cambridge (Massachusetts) et mort le 9 juillet 1960 à Francestown (New Hampshire).

## Biographie
Après son diplôme à l'université Harvard en 1894, Hill étudie la musique à Boston avec John Knowles Paine, Frederick Field Bullard, Margaret Ruthven Lang, et George Elbridge Whiting, et à Paris avec Charles-Marie Widor. De retour à Boston, il poursuit ses études avec George Chadwick.  Il rejoint la faculté de Harvard en 1908, y restant jusqu'à sa retraite en 1940. Ses étudiants les plus connus sont Leonard Bernstein, Roger Sessions,  Elliott Carter, Walter Piston, Ross Lee Finney et Virgil Thomson. Dans son catalogue, on trouve quatre symphonies, quatre poèmes symphoniques, deux pantomimes orchestrales, deux suites orchestrales, deux concertos pour piano, un concerto pour violon, un concerto pour cor anglais, de la musique de chambre, une étude de jazz pour deux pianos, une ode pour chœur et une cantate.

## Pour aller plus loin
- Tyler, Linda L. Edward Burlingame Hill: A Bio-Bibliography, 1989.  (ISBN 0-313-25525-3).